# چری لاگ (جورجیا)
چری لاگ (به انگلیسی: Cherry Log) یک منطقهٔ مسکونی در ایالات متحده آمریکا است که در جورجیا واقع شده‌است. چری لاگ ۱۱۹ نفر جمعیت دارد و ۴۸۳٫۱۱ متر بالاتر از سطح دریا واقع شده‌است.